# Martin Charteris, barone Charteris di Amisfield
Martin Michael Charles Charteris, barone Charteris di Amisfield (Londra, 7 settembre 1913 – Cheltenham, 23 dicembre 1999), è stato un ufficiale scozzese.

## Biografia
Era il figlio di Hugo Francis Charteris, figlio di Hugo Charteris, XI conte di Wemyss, e di sua moglie, Lady Violet Catherine Manners, figlia di Henry Manners, VIII duca di Rutland. Studiò presso l'Eton College e al Royal Military College di Sandhurst.

### Carriera
Entrò nel King's Royal Rifle Corps, combattendo in Medio Oriente durante la seconda guerra mondiale, arrivando al grado di tenente colonnello. Si ritirò dall'esercito nel 1951.
Nel 1950, fu nominato segretario privato della principessa Elisabetta, che era allora duchessa di Edimburgo ed erede al trono britannico. Dalla sua ascesa al trono nel 1952 fino al 1972, ha prestato servizio come suo Assistente Segretario Privato sotto Sir Michael Adeane. Al ritiro di Adeane nel 1972, è stato promosso a segretario privato, incarico che mantenne fino al 1977.
Nel 1978 è stato creato pari a vita col titolo di barone Charteris di Amisfield.

### Matrimonio
Sposò, il 16 dicembre 1944, Mary Gay Hobart Margesson (3 maggio 1919 - 14 marzo 2017), figlia di Henry Margesson, I visconte Margesson
- Francesca Mary Charteris (27 settembre 1945), sposò Malcolm Pearson, barone Pearson, ebbero due figlie;
- Andrew Martin Charteris (19 agosto 1947);
- Harold Francis Charteris (11 giugno 1950), sposò Blandine Marie Desmons, ebbero due figlie.

### Morte
Morì il 23 dicembre 1999, all'età di 86 anni.

## Nella cultura di massa
Martin Charteris viene interpretato dall'attore Harry Hadden-Paton nella prima e nella seconda stagione della serie di Netflix The Crown. Dopo il recast completo della serie, nella terza stagione e nella quarta stagione è interpretato dall'attore Charles Edwards.

## Ascendenza
|                                                 |                                   |                                  | Genitori                                          |  |  | Nonni |  |  | Bisnonni                             |  |  | Trisnonni                             |  |
|                                                 |                                   |                                  |                                                   |  |  |       |  |  | Francis Charteris, X conte di Wemyss |  |  | Francis Charteris, IX conte di Wemyss |  |
|                                                 |                                   |                                  |                                                   |  |  |       |  |  | Francis Charteris, X conte di Wemyss |  |  | Francis Charteris, IX conte di Wemyss |  |
|                                                 |                                   | Louisa Bingham                   |                                                   |  |  |       |  |  | Francis Charteris, X conte di Wemyss |  |  |                                       |  |
| Hugo Charteris, XI conte di Wemyss              |                                   |                                  |                                                   |  |  |       |  |  | Francis Charteris, X conte di Wemyss |  |  |                                       |  |
|                                                 |                                   | Anne Anson                       | Thomas Anson, I conte di Lichfield                |  |  |       |  |  |                                      |  |  |                                       |  |
|                                                 |                                   | Anne Anson                       | Thomas Anson, I conte di Lichfield                |  |  |       |  |  |                                      |  |  |                                       |  |
|                                                 |                                   | Anne Anson                       | Louisa Catherine Philips                          |  |  |       |  |  |                                      |  |  |                                       |  |
| Hugo Francis Charteris                          |                                   | Anne Anson                       |                                                   |  |  |       |  |  |                                      |  |  |                                       |  |
|                                                 |                                   | Percy Scawen Wyndham             | George Wyndham, I barone Leconfield               |  |  |       |  |  |                                      |  |  |                                       |  |
|                                                 |                                   | Percy Scawen Wyndham             | George Wyndham, I barone Leconfield               |  |  |       |  |  |                                      |  |  |                                       |  |
|                                                 |                                   | Percy Scawen Wyndham             | Mary Fanny Blunt                                  |  |  |       |  |  |                                      |  |  |                                       |  |
| Mary Wyndham                                    |                                   | Percy Scawen Wyndham             |                                                   |  |  |       |  |  |                                      |  |  |                                       |  |
|                                                 |                                   | Madeline Campbell                | Guy Campbell, I baronetto                         |  |  |       |  |  |                                      |  |  |                                       |  |
|                                                 |                                   | Madeline Campbell                | Guy Campbell, I baronetto                         |  |  |       |  |  |                                      |  |  |                                       |  |
|                                                 |                                   | Madeline Campbell                | Pamela FitzGerald                                 |  |  |       |  |  |                                      |  |  |                                       |  |
| Martin Charteris, barone Charteris di Amisfield |                                   | Madeline Campbell                |                                                   |  |  |       |  |  |                                      |  |  |                                       |  |
|                                                 | John Manners, VII duca di Rutland | John Manners, V duca di Rutland  |                                                   |  |  |       |  |  |                                      |  |  |                                       |  |
|                                                 | John Manners, VII duca di Rutland | John Manners, V duca di Rutland  |                                                   |  |  |       |  |  |                                      |  |  |                                       |  |
|                                                 | John Manners, VII duca di Rutland | Elizabeth Howard                 |                                                   |  |  |       |  |  |                                      |  |  |                                       |  |
| Henry Manners, VIII duca di Rutland             | John Manners, VII duca di Rutland |                                  |                                                   |  |  |       |  |  |                                      |  |  |                                       |  |
|                                                 |                                   | Catherine Louisa Georgina Marley | George Marley                                     |  |  |       |  |  |                                      |  |  |                                       |  |
|                                                 |                                   | Catherine Louisa Georgina Marley | George Marley                                     |  |  |       |  |  |                                      |  |  |                                       |  |
|                                                 |                                   | Catherine Louisa Georgina Marley | Catherine Louisa Augusta Tisdall                  |  |  |       |  |  |                                      |  |  |                                       |  |
| Violet Benson                                   |                                   | Catherine Louisa Georgina Marley |                                                   |  |  |       |  |  |                                      |  |  |                                       |  |
|                                                 |                                   | Charles Lindsay                  | James Lindsay, XXIV conte di Crawford e Balcarres |  |  |       |  |  |                                      |  |  |                                       |  |
|                                                 |                                   | Charles Lindsay                  | James Lindsay, XXIV conte di Crawford e Balcarres |  |  |       |  |  |                                      |  |  |                                       |  |
|                                                 |                                   | Charles Lindsay                  | Maria Pennington                                  |  |  |       |  |  |                                      |  |  |                                       |  |
| Violet Lindsay                                  |                                   | Charles Lindsay                  |                                                   |  |  |       |  |  |                                      |  |  |                                       |  |
|                                                 |                                   | Emilia Anne Browne               | Montague Browne                                   |  |  |       |  |  |                                      |  |  |                                       |  |
|                                                 |                                   | Emilia Anne Browne               | Montague Browne                                   |  |  |       |  |  |                                      |  |  |                                       |  |
|                                                 |                                   | Emilia Anne Browne               | Catherine Penelope de Montmorency                 |  |  |       |  |  |                                      |  |  |                                       |  |
|                                                 |                                   | Emilia Anne Browne               |                                                   |  |  |       |  |  |                                      |  |  |                                       |  |